# Antonio Escuriet San Pedro
Antonio Escuriet San Pedro   (Senyera, 7 de maig de 1909 - Castelló, 18 de febrer de 1998)va ser un ciclista valencià que fou professional entre 1930 i 1942. Va ser el primer ciclista espanyol en aconseguir una victòria d'etapa a la Volta ciclista a Espanya en vèncer a la segona etapa de la primera edició, disputada el 1935. El 1941 en guanyaria una altra.

## Palmarès
Palmarès d'Antonio Escuriet San Pedro.
- 1933
  - 1r a la Volta a Llevant
  - 1r a la Volta a Guipúscoa
  - Vencedor d'una etapa a la Volta a Pontevedra
- 1934
  - 1r a la Volta a Castella
  - Vencedor d'una etapa a la Volta a Catalunya
- 1935
  - Vencedor d'una etapa a la Volta a Espanya
  - 1r a la Volta a Àlaba
- 1936
  - 1r al Gran Premi Pascuas
- 1939
  - 1r a la Barcelona–Madrid
  - Vencedor d'una etapa a la Volta a Catalunya
  - Vencedor d'una etapa a la Madrid–Lisboa
- 1941
  - Vencedor d'una etapa a la Volta a Espanya

### Resultats a la Volta a Espanya
- 1935. Abandona. Vencedor d'una etapa
- 1936. 5è de la classificació general
- 1941. 5è de la classificació general. Vencedor d'una etapa